# パキスタン人
パキスタン人（ウルドゥー語: پاکستانی قوم）は、パキスタンに住む人々。パキスタンは多民族・多言語の国であるが、多くはインド・イラン系に属し、残りは他の小規模な民族・言語に属する。2011年の時点で、パキスタンの推計人口は1億9900万人であり、世界で6番目に人口が多い。

## 民族
パキスタンは世界で最も人口増加が著しい国の一つである。南アジアという位置関係から、パキスタン人は周辺の様々な民族が入り混じったものになっている。
主な7つの民族はパンジャーブ人、シンド人、サライキ人、パシュトゥーン人、ムハージル人、バローチ人、カシミール人であり、他に主なものとしてブラーフーイー人、ヒンドコワン人、シナー人、ブルショー人、ワヒー人、バルチ人、コー人があり、他にも国土の北のはずれにいくつかの少数民族がいる。
パキスタンにおいて最も多いパンジャーブ人は、主に中部と、北部の一部に居住している。パンジャーブ人はパンジャーブ地方に先住してきた人々であり、その名はペルシャ語で「5」を意味する "Panj" と「水」を意味する "Ab" に由来し、その地を流れる5本の川からきた名である。カラチにも、かなりの数のパンジャーブ人が住んでいる。バローチ人は国土の南西部に住んでいる。シンド人は南東部に居住し、大河インダス川（シンドゥ川）から名をとっている。またサライキ人など、パンジャーブ人とシンド人の居住地域に挟まれて暮らす民族がいくつかある。カシミール人は、北部のカシミール地方において重要な民族である。かつてアジアとヨーロッパを結んだシルクロードが通ったギルギット地方の北部では、バルチ人、Hunzakots、Gilgiti などの土着民族が暮らしている。コー人は北西の山岳高地で暮らす土着民族である。これらの主な民族に加えて、アフリカの角から来たと伝わるアフリカ人の船乗りと戦士の子孫にあたる Sheedi のいくつかの小さな集団や、1947年にパキスタンがイギリスから独立した時にインドから亡命してきたムハージル人がいる。パキスタンにはその他にも、数えきれないほどの民族がモザイク状に点在しており、例えば在パキスタン・ベンガル人、在パキスタン・ビルマ人、ハザーラ人、タジク人、中国を起源に持つ客家などがある。

## 文化
パキスタンには多くの異なる文化が混在しており、それぞれの地方が異なった社会風習を持っている。とはいえイスラム教が、異なった地域・異なった民族を統合する影の力となり、パキスタンの価値観と伝統の形成に大きな影響を与えている。

## 言語
ヒンドゥスターニー語の標準のひとつであるウルドゥー語がパキスタンの国語である。ウルドゥー語は（多言語国家である）パキスタンの統一性の象徴として、またいわゆるリングワ・フランカとして選ばれたものであり、パキスタンの土着言語間に何らかの優劣関係を認めるものではない。ウルドゥー語は主として第二言語として学ばれるものであり、パキスタン人のうち93%は他の言語を母語にしている。多くの地域言語・地方言語が各民族によって第一言語として使われており、そのうちパンジャーブ語は全人口の45%という最も多くの話者を持つ。英語は公用語として使われており、かつての長くにわたったイギリス領インド帝国の遺物として、殆どのエリート層が使っている。
世界中の多くのパキスタン人はパキスタンの様々な土着言語を話しており、
ウルドゥー語、サライキ語、パンジャーブ語、シンド語、パシュトー語、バローチー語、カシミール語などが挙げられる。

## 宗教
パキスタンで最も信者が多いのはイスラム教であり、国教になっている。他にはユダヤ教、シク教、ゾロアスター教、仏教、ヒンドゥー教、キリスト教の信者がいる。

## 在外人
世界各地で多くの在外パキスタン人が移住・出稼ぎで暮らしている。その数はおよそ700万人にのぼり、中東、北アメリカ、ヨーロッパ、アジア、オーストラリアで見られる。

## 著名人

### 政治

#### 文民

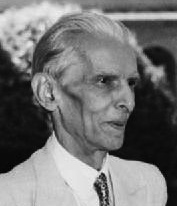
ムハンマド・アリー・ジンナー

- ムハンマド・アリー・ジンナー - 建国の父
- ズルフィカール・アリー・ブットー
- ベーナズィール・ブットー
- ザファルッラー・カーン・ジャマーリー
- アースィフ・アリー・ザルダーリー
- ユースフ・ラザー・ギーラーニー
- ナワーズ・シャリーフ
- マムヌーン・フセイン
- ヒナ・ラッバーニ・カル
- イムラン・カーン

#### 軍人
- アユーブ・ハーン
- ムハンマド・ジア＝ウル＝ハク
- パルヴェーズ・ムシャラフ

### 科学
- アブドゥッサラーム - ノーベル物理学賞受賞者
- アブドゥル・カディール・カーン - 核物理学者
- ハスナット・カーン - 心臓外科医（ダイアナ妃との浮名で著名）
- マブーブル・ハック - 経済学者

### 芸術

#### 文学
- アフマド・ナディーム・カースミー
- ファイズ・アハマド・ファイズ

#### 音楽
- ヌスラト・ファテー・アリー・ハーン

### スポーツ

#### クリケット
- イムラン・カーン
- モハンマド・アミール
- モハンマド・アシフ

#### スカッシュ
- ジャハーンギール・カーン - 世界王者6回、全英優勝10回

#### サッカー
- カリーム・ウラー - パキスタン代表チームのストライカー

### その他
- マララ・ユスフザイ - 教育活動家

## 関連文献
- Starr, L.A. Frontier Folk of the Afghan Border—and Beyond. London: Church Missionary Society (1920).